# Vlag van Marijampolė

Vlag van Marijampolė

De vlag van Marijampolė, een district van Litouwen, bestaat net als alle negen andere Litouwse districtsvlaggen uit een egaal veld met daarin een regionaal symbool, omringd door een blauwe rand met daarin tien gouden Vytiskruizen. De kruizen verwijzen naar de tien Litouwse districten en hun positie binnen Litouwen. De vlag is, net als alle andere districtsvlaggen, vastgelegd door de Heraldische Commissie van het Ministerie van Binnenlandse Zaken; dit gebeurde in 2004.
Het regionale embleem in het midden van de vlag is rood veld een zilveren boerenzaaier met een gouden hoed, met dezelfde zeef en korrels, die hij met uitgestrekte handen aan beide kanten uitstrooit.